# Incendie de Blackwater en 1937
Le 18 août 1937, la foudre a déclenché l’incendie de Blackwater dans la forêt nationale de Shoshone, à environ 56 kilomètres à l'ouest de Cody dans le Wyoming, aux États-Unis. Quinze pompiers ont été tués par le feu de forêt quand un front de sécheresse a provoqué une augmentation soudaine des vents avec des changements de direction. Le feu s'est rapidement propagé dans la forêt dense, piégeant certains des pompiers. Neuf pompiers sont morts lors de l'incendie et six autres sont morts peu de temps après de graves brûlures et des complications respiratoires et 38 pompiers ont été blessés. Plus de pompiers ont été tués dans l'incendie de Blackwater que dans n'importe quel autre incendie dans une United States National Forest entre le Grand incendie de 1910 et l'incendie de la colline Yarnell de 2013.
Le feu de forêt a brûlé 690 hectares de forêt ancienne dominée par sapins Douglas sur les pentes ouest de la montagne Clayton. Au moment où la tempête a eu lieu, les températures étaient d'environ 32 °C et l'humidité relative était de seulement 6 %. Bien que la plupart des pompiers se composait de personnes du Civilian Conservation Corps (CCC), ils ont été dirigés par le Service des forêts des États-Unis (USFS) plus expérimenté. Les pompiers, dans la première moitié du XXe siècle, ont principalement utilisés des outils à main pour stopper les feux de forêt et tout le matériel a été transporté par des bêtes de somme ou par les pompiers eux-mêmes. Les prévisions météorologiques et les communications radio étaient généralement faibles ou inexistantes.
Les enquêtes et analyses de l'évènement ont conduit l'USFS à développer de meilleures façons d'intervenir rapidement sur les feux de forêt, comme le développement du programme « Smokejumper » en 1939. En outre, les Ten Standard Firefighting Orders, un ensemble standardisé de principes de lutte contre l'incendie de forêt, ont été élaborés en 1957. Un an après la tragédie, plusieurs monuments ont été construits sur les lieux de l'incident.

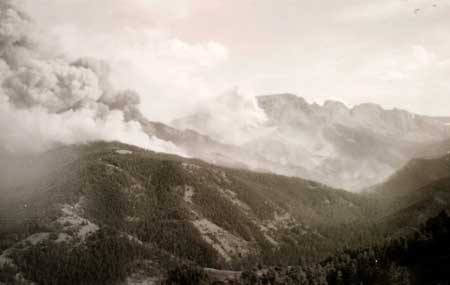
Incendie de Blackwater le 21 août 1937.
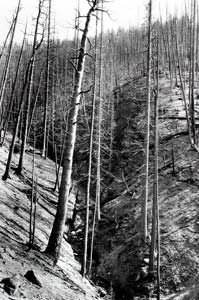
Dégâts.
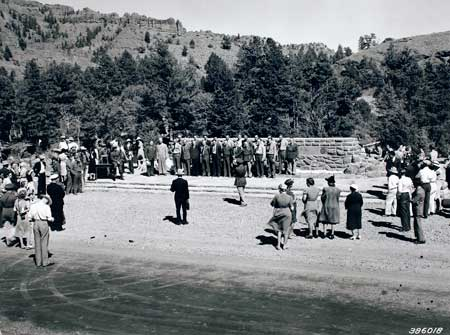
Cérémonie.